# Вигон (Курниця)
Вигон (пол. Wygon)— частина села Курниця в Польщі, в ґміні Крапковіце Крапковицького повіту Опольського воєводства.
У 1975–1998 роках Вигон адміністративно входив до складу тодішнього Опольського воєводства.